# منتخب روسيا لكرة القدم الشاطئية
منتخب روسيا الوطني لكرة القدم الشاطئية (بالروسية: Сборная России по пляжному футболу)‏ هو ممثل روسيا الرسمي في المنافسات الدولية في كرة قدم شاطئية .

## وصلات خارجية
- الموقع الرسمي